# Военно-географска служба
Военно-географската служба е военно формирование от въоръжените сили извън състава на Българската армия, структура на пряко подчинение на министъра на отбраната. Създадена е с цел осигуряване на геоинформация и извършване на основни и специализирани дейности по Закона за геодезията и картографията.

## Началото
След приемането през 1891 г. на „Закон за устройство на въоръжените сили на българското княжество“, с Указ на княз Фердинанд № 170/27 декември 1891 г. е създадено Топографското отделение на Генералния щаб на Българската войска. На това отделение безвъзмездно са предадени всички топографо-геодезически и карти материали, създадени за територията на България от корпуса на руските военни топографи по време на Руско-турската война (1877 – 1878 г.).
През 1895 г. Топографското отделение е преименувано на Статистическо топографско отделение, а то през 1901 г. е преименувано на Картографическа и топографическа част при Щаба на Армията. На 1 януари 1906 г. тя получава ранг на самостоятелно учреждение и се преименува във Военно-картографски институт при Щаба на Армията. През 1910 г. институтът е преименуван за кратко в Топографска и картографска част при Щаба на Армията, след което е възстановено предишното му име, което се запазва до 1 януари 1916 г., когато бива преименуван в Картографско отделение на Щаба на действащата армия. През 1919 г., във връзка с някои ограничения, наложени на България с военните клаузи на Ньойския договор, институтът се преименува в Държавен географски институт към Министерството на войната. Институтът е разположен в сегашната сграда на Централния военен клуб в София.

## Държавен географски институт
Държавният географски институт (ДГИ) се обособява като единствено в страната самостоятелно измерително учреждение, със задача да извършва всички геодезически, топографски и картографски работи в мирно и военно време за задоволяване нуждите на войските и останалите министерства и ведомства и отговорно за развитието на измерителното и картографско дело в страната. Той трябва да създаде нова геодезическа основа на територията на страната – държавни триангулачни и нивелачни мрежи, да направи нова топографска снимка в мащаб 1:25 000, да изработи и отпечата топографски карти в различни мащаби.
За периода 1921 – 1942 г. са изпратени от института на обучение във висшите технически училища в Германия, Австрия и Италия 4 групи и получават висше геодезическо образование 20 специалисти, които след завръщането си в Държавния географски институт поемат ръководството на техническите дейности. Много от тях дават своя принос за развитието на геодезическата наука в страната и за подготовка на специалисти: академик Владимир Христов, проф. Васил Пеевски, проф. Асен Райков, проф. Михаил Венедиков, проф. Стефан Дюлгеров, проф. Иван Петков.
От февруари 1933 г. към ДГИ функционира „Централен съвет по измерванията“.
През 1937 г. със заповед № 35/30.04.1937 г. на Главния директор на ДГИ е създаден 	Музеят на измерителното и картографско дело в България, разположен от 1987 г. в Централната военна картографска база – гр. Троян.

## Дейност на ДГИ
През 1920 г. институтът започва полагането на прецизната държавна нивелачна мрежа. В София в близост до базиликата „Света София“ е изградена кула, чието предназначение е да функционира като геодезическа обсерватория. Географските координати на мястото са триангулачна точка за София.
През 1932 г. започва системното провеждане на магнитни и хидрографски измервания.
През 1939 г. започва редовната въздушна стереофотограметрична снимка на страната.
През 1940 г. се поставя началото на гравиметричните измервания в България.
През 1952 г. завършва основната топографска снимка на страната в мащаб 1:25 000, започната през 1930 г.

## Реорганизация
През 1950 г., на основание министерска заповед № 258/май 1950 г., е извършена реорганизация и на мястото на Държавния географски институт се създават:
- Военнотопографски отдел в Генералния щаб на Българската народна армия
- Централна военна картографска база, която през 1952 г. се премества в Троян, където се намира и сега
- Топографски служби в обединенията и съединенията в Сухопътните войски, Военновъздушните сили, Военноморския флот и Граничните войски

През 1951 г. е създадено с постановление на Министерския съвет Главно управление по геодезия и картография (ГУГК), разполагащо със собствена Картна фабрика за осигуряване на икономиката и народното стопанство със специални планове и карти с гражданско предназначение.
През 2000 г., в резултат на реформата в Българската армия, Военнотопографският отдел от самостоятелен отдел в Генералния щаб е преобразуван в отдел „Военнотопографски“ в състава на Главно оперативно управление на Генералния щаб на Българската армия. Със заповед ОХ-07/15.02.2006 г. на министъра на отбраната Военнотопографският отдел е преименуван във Военногеографска служба на Българската армия, като включва в състава си и дотогавашния Център за геоинформационно осигуряване. На пряко подчинение преминава и Централната военнокартографска база.

## Военно-географска служба
След поредица реформи в Българската армия, от 1 юли 2011 г. с влизането в сила на Закона за изменение и допълнение на Закона за отбраната и въоръжените сили на Република България се сформира Военно-географска служба, която обединява дотогавашните Военногеографска служба (поделение 26480 – София) и Военен географски център. Военно-географската служба е военно формирование от въоръжените сили извън състава на Българската армия за осигуряване на геоинформация и извършване на специализирани дейности по Закона за геодезията и картографията. Тя е юридическо лице на бюджетна издръжка със седалище в София и с териториално изпълнително звено в Троян. Службата е второстепенен разпоредител с бюджетни кредити към министъра на отбраната. Военно-географската служба е структурирана в ръководство, Център за геоинформационно осигуряване, Геодезическа обсерватория (GPS обсерватория, разположена над село Кокаляне), Военен географски център, звено „Сигурност на информацията“ и финансов контрольор. Службата има функции и извършва дейности, определени с нормативни актове.
Съгласно Закона за геодезията и картографията от 2006 г., обект на картографиране от службата е както територията на България, така и районът на Българската база в Антарктика.

## Наименования
- Топографското отделение (27 декември 1891 – 1895)
- Статистическо топографско отделение (1895 – 1901)
- Картографическа и топографическа част (1901 – 1906)
- Военно-картографски институт (1906 – 1910)
- Топографска и картографска част (от 1910 г.)
- Военно-картографски институт (до 1 януари 1916 г.)
- Картографско отделение (1 януари 1916 – 1919)
- Държавен географски институт (1919 – 1950)
- Военнотопографски отдел (1950 – 2000 )
- Отдел „Военнотопографски“ (2000 – 1 юли 2011)
- Военно-географска служба (от 1 юли 2011 г.)

## Началници
Званията са към датата на заемане на длъжността.
| № | звание    | име                | дати          |
| - | --------- | ------------------ | ------------- |
|   | Полковник | Иван Вълков        | от 1919?      |
|   | Полковник | Илия Саръилиев     | 1932 – 1933   |
|   | Полковник | Светослав Попов    | от 1935       |
|   | Полковник | Тодор Джонев       | 1944? – 1947? |
|   | Полковник | Георги Гладков     | 2003 – 2015   |
|   | Полковник | Румен Димитров     | 2015 – 2018   |
|   | Полковник | Иван Инковски      | 2018 - 2024   |
|   | Полковник | Светослав Църовски | 2024 -        |